# Абу Рмила, Махер
Махер Абу Рмила (также: Абу Рмейле) (24 августа 1983, Иерусалим, Палестина) — палестинский дзюдоист, участник Олимпийских игр 2012 года, первый палестинский спортсмен, прошедший квалификацию.
На Церемонии открытия летних Олимпийских игр 2012 был знаменосцем команды Государства Палестина.

## Карьера
На Олимпиаде в Лондоне участвовал в весовой категории до 73 кг. Уступил на втором этапе бельгийцу Дирку ван Тишелю.